# Henri Chevreul
Henri Chevreul est un bibliophile, éditeur et président de l'Académie de Dijon. Il est né à Paris le 8 août 1819 et mort à Paris le 27 mars 1889.

## Biographie
Henri Chevreul est né à Paris le 8 août 1819. Il est le fils de Michel-Eugène Chevreul (chimiste) et de Sophie Davalet,. Il commence sa carrière dans la magistrature.
Le 22 juillet 1846, Henri Chevreul épouse Joséphine Languet de Sivry, nièce de François Guizot, avec lequel son père  était très lié,. Sa carrière de magistrat est interrompue par la révolution de 1848, il vient alors s'installer à Dijon, où il s'était marié deux ans plus tôt,. 
C'est un véritable bibliophile qui se constitue tout au long de sa vie une importante collection de 2600 ouvrages dont la moitié sont des ouvrages d'Histoire.
En 1852, il envoie à l’Académie de Dijon son premier ouvrage, une biographie d’Hubert Languet, l'ouvrage est jugé positivement et Henri Chevreul peut intégrer l'Académie en 1853. Il devient vice-président de cette académie en 1872 puis président en 1875 jusqu'à sa mort,. Il est également membre de la Société de l'histoire de Paris et de l'Île-de-France de 1874 à 1879. Il meurt le 27 mars 1889 quelques jours avant son père centenaire. Les journaux de l'époque rapportent que la mort de Henri Chevreul a été cachée à son père, de peur que celui-ci ne décède en apprenant la nouvelle,. Sa collection de livres est vendue dans les années 1891-1892.